# Amy Foster – Im Meer der Gefühle
Amy Foster – Im Meer der Gefühle (Originaltitel: Swept from the Sea) ist ein US-amerikanisches Filmdrama von Beeban Kidron aus dem Jahr 1997. Das Drehbuch von Tim Willocks beruht auf der Novelle Amy Foster von Joseph Conrad aus dem Jahr 1901.

## Handlung
Die Handlung spielt in Cornwall am Ende des 19. Jahrhunderts. Yanko Gooral ist der einzige Überlebende beim Untergang eines Schiffes, mit dem ukrainische Auswanderer fuhren. Als erstem Menschen nach der Katastrophe begegnet Gooral der jungen Amy Foster; sie pflegt ihn einige Tage lang, und sie verlieben sich, obwohl sie einander nicht verstehen können. Da Gooral kein Wort Englisch spricht, begegnen die anderen Dorfbewohner Gooral nach seiner raschen Genesung mit großem Misstrauen; er wird als Verrückter eingestuft und muss als Sklave arbeiten.
Amy ist aufgrund ihres schwierigen, schweigsamen Charakters eine Außenseiterin im Dorf. Sie streift oft allein an der Küste herum, sammelt herumliegendes Strandgut auf und hortet es in einer Höhle wie einen Schatz. Zu ihren Eltern, dem zynischen Isaac und der verhärteten Mary, hat Amy ein angespanntes Verhältnis; insbesondere wirft Isaac ihr vor, sein Leben ruiniert zu haben, da Mary schon vor ihrer Heirat schwanger gewesen sei.
Gooral freundet sich mit Dr. James Kennedy an, für den er wie ein Ersatzsohn wird. Kennedy hatte einst selbst Familie, verlor diese jedoch auf tragische Weise und lebt seither allein. Gooral stellt sich als intelligenter, gelehriger Schüler heraus und lernt nach und nach Englisch. Als er sich mit besserer Arbeit etwas Geld verdient hat, kauft er sich einen Anzug und macht Amy den Hof. Schließlich hält er um ihre Hand an. Amys Eltern sträuben sich gegen diese Verbindung; in erbitterten Streiten stellt sich schließlich heraus, dass Amy nicht von Isaac, sondern von dessen Vater gezeugt worden war und Isaac somit nicht Amys Vater, sondern ihr Halbbruder ist.
Einige Männer aus dem Dorf reden sich in betrunkenem Zustand eines Abends in Rage und lassen ihre Wut an Yanko aus, der mit Amy zufällig vorbeikommt. Sie ertränken ihn fast im Meer, Amy kann ihm zu Hilfe eilen, er wird vom Doktor verarztet, hat allerdings viel Wasser geschluckt und in die Lungen bekommen, davon erholt er sich nie ganz.
Mr. Swaffer, ein mit Dr. Kennedy befreundeter Grundbesitzer, schenkt der jungen Familie ein Haus und ein beachtliches Stück Land, das sie bald zu bewirtschaften beginnen.
Gegen alle Widerstände können Gooral und Amy ihre Heirat durchsetzen, und bald bringt Amy einen gesunden Jungen zur Welt, den sie "Stephan" nennt.
Gooral erkrankt an einer Lungenentzündung, wie viele Dorfbewohner in diesem strengen Winter, und als eines Nachts ein Sturm aufkommt, ruft Amy den Doktor, der aber nicht bleiben kann, da er noch viele andere Patienten hat. Er verspricht aber zurückzukommen. Im Fieberwahn beginnt Gooral erneut, in seiner fremden Sprache zu sprechen. Der Doktor wird durch das Unwetter aufgehalten. Gooral erhebt sich fiebernd von seinem Lager und bedrängt Amy in zunehmend bedrohlicher Weise, bis sie schließlich in Panik mit dem Kind aus dem Haus flieht. Sie sucht um Hilfe bei ihren Eltern, die Mutter weist sie rüde und vorwurfsvoll ab. Als Dr. Kennedy zu dem Haus kommt, findet er Gooral im Sterben vor. Es stellt sich heraus, dass er von Amy nichts weiter gewollt hatte als ein Glas Wasser.
In der Zeit nach Goorals Tod zürnt Dr. Kennedy Amy wegen der Leichtigkeit, mit der sie scheinbar über den Tod ihres Mannes hinwegkommt. Er erzählt der gelähmten Miss Swaffer die ganze Geschichte, die ihn daraufhin erinnert, wie er selbst einst den Verlust seiner Familie verdrängen und vergessen musste, um weiterleben zu können. Dr. Kennedy sieht ein, dass er Amy Unrecht getan hat; er fährt zu ihr und entschuldigt sich bei ihr.

## Kritiken
James Berardinelli bezeichnete den Film auf ReelViews als „fehlgeschlagen“. Der Film versuche, „mit einer Mischung aus Komödie und Tragödie die Herzen zu berühren“, doch weder die komischen noch die tragischen Szenen würden funktionieren – die letztgenannten wegen der besonders schlechten Darstellungen.
Das Lexikon des internationalen Films schrieb: „Die Verfilmung einer Erzählung von Joseph Conrad als großes Gefühlskino, das jedoch keine Überzeugungskraft entwickelt und keine Gefühle weckt. Ein in allen Belangen fehlgeschlagener Film, der Langeweile und unfreiwillige Heiterkeit hervorruft.“

## Hintergrund
Die dem Film zugrunde liegende Erzählung von Joseph Conrad weist Parallelen zu Conrads eigenem Leben auf: Er kam als polnischer Seemann nach England und lernte dort die ihm fremde Sprache gut genug, um später Erzählungen und Romane veröffentlichen zu können, von denen einige heute zur Weltliteratur gezählt werden.
Der Film wurde in England, vor allem in Cornwall, gedreht. Er hatte seine Weltpremiere am 9. September 1997 auf dem Toronto International Film Festival. Der Film spielte in den Kinos der USA ca. 280.000 US-Dollar ein.